# Pyridiniumchlorid
Pyridiniumchlorid ist ein beiges bis weißes Salz, das sich vom Pyridin ableitet.

## Herstellung
Pyridiniumchlorid kann durch eine Neutralisationsreaktion zwischen Pyridin (Base) und Chlorwasserstoff (Säure) gebildet werden. Dabei kann der gasförmige Chlorwasserstoff durch eine etherische Pyridinlösung geleitet werden. Das Hydrochlorid-Salz fällt aus.
{\displaystyle {\ce {C5H5N + HCl -> C5H6N+Cl- v}}}

## Eigenschaften
Pyridiniumchlorid ist mit einem pKs-Wert von 5,2 eine mittelstarke Säure. Es ist in Wasser, Methanol und Ethanol löslich.

## Verwendung
Pyridiniumchlorid kann genutzt werden, um Epoxide in Chlorhydrine zu überführen. Es stellt eine milde Alternative für die Abspaltung der Methylgruppe aus Anisolen dar und kann als Katalysator in der Fischer-Indol-Synthese verwendet werden.